# 原田実 (作家)
原田 実（はらだ みのる、1961年（昭和36年） - ）は、日本の歴史研究家・文明史家・作家。

## 略歴
広島市中区出身。修道高等学校を経て、1983年（昭和58年）に龍谷大学文学部仏教学科卒業（文学士）。1984年（昭和59年）から3年半、オカルト系出版社八幡書店に勤務、古史古伝・霊学書籍の広告を担当した。また、伊集院卿のペンネームで雑誌『ムー』に記事を執筆。
その後広島大学研究生を経て、1991年（平成3年） - 1993年（平成5年）に昭和薬科大学文化史研究室にて、古田武彦の下で助手を務める（最初の1年は事務助手（副手））。
1995年（平成7年）パシフィック・ウエスタン大学博士課程修了 (Ph.D.)。なお、パシフィック・ウエスタン大学は非認可の学校で判決によって閉鎖された（ディプロマミル）。『ゼンボウ』1996（平成8年）9月号には、史学博士とある。
元「市民の古代研究会」代表（2001年（平成13年）-2002年（平成14年））。と学会およびASIOSの会員でもある。一般に歴史研究家、偽史・偽書の専門家として紹介されることも多く、おおむね疑似科学や古史・古伝に批判的な立場をとる。『トンデモ本の逆襲』（1996年刊行）のあとがきには「自分の著作を送ってきた読者」の一人として書名『幻想の津軽王国』と共に紹介されているため、その後の入会と思われがちだが実際の入会は1994年（平成6年）である。雑誌『ゼンボウ(全貌社刊)』、『正論』、『新潮45』、『季刊邪馬台国』などに寄稿している。また、シャーロキアンでもある。

## 著書

### 単著
- 『幻想の超古代史 『竹内文献』と神代史論の源流』批評社、1989年11月。ISBN 4-8265-0108-0。
- 『日本王権と穆王伝承 西域神仏譚の日本的受容』批評社、1990年7月。ISBN 4-8265-0118-8。
- 『もう一つの「高天原」 古代近江文化圏試論』批評社、1991年6月。ISBN 4-8265-0128-5。
- 『黄金伝説と仏陀伝　聖伝に隠された東西交流』人文書院、1992年11月。ISBN 4-409-41054-7。
- 『優曇華花咲く邪馬台国 倭人伝では邪馬台国は解けない』批評社、1994年7月。ISBN 4-8265-0174-9。
- 『怪獣のいる精神史 フランケンシュタインからゴジラまで』風塵社、1995年2月。ISBN 4-938733-16-1。
- 『幻想の津軽王国 『東日流外三郡誌』の迷宮』批評社、1995年5月。ISBN 4-8265-0189-7。
  - 『幻想の津軽王国 『東日流外三郡誌』の迷宮』（新装版）批評社、1998年9月。ISBN 4-8265-0189-7。
- 『幻想の古代王朝 ヤマト朝廷以前の「日本」史』批評社、1998年2月。ISBN 4-8265-0248-6。
- 円谷プロダクション監修『ウルトラマン幻想譜　M78星雲の原点を探る』風塵社、1998年9月。ISBN 4-938733-51-X。
- 森野達弥画、原田実文『怪物幻想画集』風塵社、1999年2月。ISBN 4-938733-59-5。
- 『幻想の荒覇吐（アラハバキ）秘史　『東日流外三郡誌』の泥濘』批評社、1999年3月。ISBN 4-8265-0271-0。
- 『幻想の多元的古代　万世一系イデオロギーの超克』批評社、2000年2月。ISBN 4-8265-0295-8。
- 『邪馬台国浪漫譚　平塚川添遺跡とあさくら路』甘木朝倉広域観光協会監修、梓書院、2004年5月。ISBN 4-87035-222-2。
- 『『古事記』異端の神々』 1巻、ビイング・ネット・プレス〈太古日本の封印された神々〉、2005年7月。ISBN 4-434-06194-1。
- 『『古史古伝』異端の神々』 2巻、ビイング・ネット・プレス〈太古日本の封印された神々〉、2006年3月。ISBN 4-434-07409-1。
- 『原田実の日本霊能史講座』原田実講師、杉並春男聞き手、楽工社〈と学会レポート〉、2006年10月。ISBN 4-903063-05-4。
- 『図説神代文字入門　読める書ける使える』ビイング・ネット・プレス、2007年2月。ISBN 978-4-434-10165-6。
- 『トンデモ日本史の真相　と学会的偽史学講義』文芸社、2007年6月。ISBN 978-4-286-02751-7。
  - 『トンデモ日本史の真相　史跡お宝編』文芸社〈文芸社文庫 は1-1〉、2011年2月。ISBN 978-4-286-10302-0。
  - 『トンデモ日本史の真相　人物伝承編』文芸社〈文芸社文庫 は1-2〉、2011年4月。ISBN 978-4-286-10809-4。
- 『日本化け物史講座』楽工社、2008年2月。ISBN 978-4-903063-17-1。
- 『トンデモ偽史の世界』楽工社、2008年9月。ISBN 978-4-903063-24-9。
- 『日本の神々をサブカル世界に大追跡　古代史ブーム・データブック』ビイング・ネット・プレス、2008年10月。ISBN 978-4-904117-08-8。
- 『日本トンデモ人物伝』文芸社、2009年11月。ISBN 978-4-286-08391-9。
- 『もののけの正体　怪談はこうして生まれた』新潮社〈新潮新書 381〉、2010年8月。ISBN 978-4-10-610381-0。
- 『つくられる古代史　重大な発見でも、なぜ新聞・テレビは報道しないのか』新人物往来社、2011年7月。ISBN 978-4-404-04049-7。
- 『オカルト「超」入門』星海社〈星海社新書 17〉、2012年5月。ISBN 978-4-06-138519-1。
- 『江戸しぐさの正体　教育をむしばむ偽りの伝統』星海社〈星海社新書 52〉、2014年8月。ISBN 978-4-06-138555-9。
- 『江戸しぐさの終焉』星海社〈星海社新書 77〉、2016年2月。ISBN 978-4-06-138582-5。
- 『偽史と奇書が描くトンデモ日本史』実業之日本社、2017年1月
- 『オカルト化する日本の教育：江戸しぐさと親学にひそむナショナリズム』筑摩書房、2018年6月
- 『偽書が描いた日本の超古代史』河出書房新社、2018年10月
- 『捏造の日本史：偽史をつくったのは誰か?なぜ信じられたのか?』河出書房新社、2020年1月
- 『偽書が揺るがせた日本史』山川出版社、2020年3月
- 『疫病・災害と超古代史：神話や古史古伝における災禍との闘いから学ぶ』文芸社、2020年12月

### 共著・編著・共編著
- 原正壽 編『日本史が危ない!　偽書『東日流外三郡誌』の正体』安本美典共著、全貌社、1999年9月。ISBN 4-7938-0155-2。
- 原田実 編『津軽発『東日流外三郡誌』騒動　東北人が解く偽書問題の真相』三上強二監修、批評社、2000年12月。ISBN 4-8265-0320-2。
- 森瀬繚、日暮雅通、北原尚彦、平山雄一共著 著、森瀬繚、クロノスケープ 編『シャーロック・ホームズ・イレギュラーズ　未公表事件カタログ』日暮雅通監修、エンターブレイン、2008年12月。ISBN 978-4-7577-4571-1。
- 『歴史読本』編集部 編『「古史古伝」と「偽書」の謎を読む　危険な歴史書』新人物往来社、2012年3月24日。ISBN 978-4-404-04167-8。
  - 「古史古伝論争」とは何だったのか、原田実、pp.6-16
  - 「古史古伝」の出現と近代日本の迷走――特別座談会――、田中聡・長山靖生・原田実／述、pp.114-154
  - 「但馬故事記」五つの謎、原田実、pp.180-187
- 宋美玄 ほか「第4章-教育」『各分野の専門家が伝える 子供を守るために知っておきたいこと』メタモル出版、2016年7月25日。ISBN 978-4-89595-898-1。

### 監修
- オフィステイクオー『偽史と奇書が描くトンデモ日本史』原田実 監修、実業之日本社〈じっぴコンパクト新書 308〉、2017年1月。ISBN 978-4-408-11205-3。